# Font del passeig de les Cabres
La Font del passeig de les Cabres és una obra del municipi d'Igualada (Anoia). És una part de l'antiga Font de la Princesa construïda el 1852. L'Actual font és un dels pilons/font que tenia l'original que era el que formava la tanca del monument de la Princesa. A la part superior s'hi observa l'escut de l'Igualada. L'aigua surt per la boca d'un lleó fet de ferro igual que tota la columna. Forma part de l'Inventari del Patrimoni Arquitectònic de Catalunya.

## Història
L'Actual Passeig de les Cabres s'inaugurà el 20 de febrer de 1852, coincidint amb el naixement de la Princesa d'Astúries, filla d'Isabel II. Per aquest motiu s'anomenà en un primer moment Passeig de la Princesa. El mateix any de la seva inauguració s'hi instal·là una monumental font amb el bust de la Princesa. Serra i Constantó ens la descriu així: (...) la font de la Princesa com una fita de carretera de gegantines proporcions, tancada per una reixa de ferro en forma d'un quadrat regular amb una font en cada un dels seus angles. Aquesta grossa fita de pedra picada era un dipòsit d'aigües. De les quatre fonts, tres no donaven aigua. Una de les dues cares d'aquell molló, la que donava al Passeig de les Cabres, ostentava al bust de la princesa tallat en pedra".